# Juncus australis
Juncus australis är en tågväxtart som beskrevs av Joseph Dalton Hooker. Juncus australis ingår i släktet tåg, och familjen tågväxter. Inga underarter finns listade i Catalogue of Life.